# 原名
原名，泛指改名或翻译之前人、事、物本来的名称。
与本名相比，原名较常用于指一个人正式更改名字前的名称，如因本人要求、符合譜名或需要冠姓等原因修改正式名称之前的名称（另見女性人名）。